# 대성홀딩스
대성홀딩스 주식회사는 대한민국의 지주회사이다.

## 사업장 현황
- 본사: 대구광역시 중구 명덕로 85 (남산동)
- 서울사무소: 서울특별시 종로구 우정국로 68 (관훈동)